# 5940 Feliksobolev
5940 Feliksobolev (1981 TJ4) là một tiểu hành tinh vành đai chính được phát hiện ngày 8 tháng 10 năm 1981 bởi Chernykh, L. I. ở Nauchnyj.